# Rune Jansson

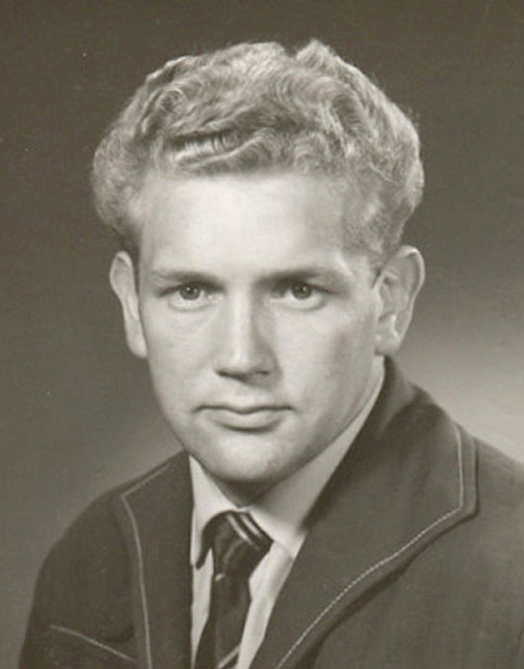
Rune Jansson (1950er Jahre)

Rune Jansson (* 29. Mai 1932 in Skinnskatteberg; † 24. November 2018) war ein schwedischer Ringer.

## Werdegang
Rune Jansson begann als Jugendlicher in seiner Heimatstadt Skinnskatteberg mit dem Ringen. Er gehörte bald zur Elite der schwedischen Ringer im griech.-römischen Stil. Er wechselte zu dem höherklassigen Verein IS Örgryte Göteborg, wo er gute Trainer und Trainingsmöglichkeiten fand. 1956 wurde er erstmals schwedischer Meister und schlug auf Turnieren in Schweden zweimal auch den mehrfachen Weltmeister im Schwergewicht Bertil Antonsson, obwohl er nur ca. 90 kg wog. 1957 zog Rune Jansson nach Uddevalla und rang nunmehr für Uddevalla IL.
Auch auf internationalen Meisterschaften rang er sehr erfolgreich und gewann bei den Olympischen Spielen 1956 in Melbourne eine Bronzemedaille. Er siegte dabei sogar über den späteren Olympiasieger Giwi Kartosia aus der UdSSR, aber wegen einer Niederlage gegen den Bulgaren Dobrew musste er mit der Bronzemedaille zufrieden sein.
Auch bei der Weltmeisterschaft 1958 in Budapest kämpfte er sehr gut und rang u. a. gegen den späteren Weltmeister Rostom Abaschidze aus der UdSSR unentschieden.
Bei den Olympischen Spielen 1960 in Rom verletzte er sich nach der ersten Runde, so dass er nicht mehr weiterringen konnte. 
Bei der Weltmeisterschaft 1962 in Toledo/USA belegte er den 4. Platz. Abaschidze und der Bulgare Bojan Radew waren diesmal besser als er.
Nach diesen Weltmeisterschaften beendete Rune Jansson seine Ringerlaufbahn. Die Ergebnisse seiner Meisterschaften, an denen er teilnahm, sind aus dem folgenden Abschnitt zu ersehen.
Rune Jansson wohnte in Uddevalla und war Inspekteur in einer Schiffswerft.

## Internationale Erfolge
(OS = Olympische Spiele, WM = Weltmeisterschaft, Mi = Mittelgewicht, damals bis 79 kg Körpergewicht, HS = Halbschwergewicht, damals bis 87 kg und ab 1962 bis 97 kg Körpergewicht)
- 1955, 4. Platz, WM in Karlsruhe, GR, Mi, mit Siegen über Ismet Atli, Türkei, Antonio Cerronie, Italien und Jean-Baptist Leclerc, Frankreich und einer Niederlage gegen Giwi Kartosia, UdSSR;
- 1956, Bronzemedaille, OS in Melbourne, GR, Mi, mit Siegen über Viljo Punkari, Finnland, Johann Sterr, BRD, James Peckham, USA, Giwi Kartosia und einer Niederlage gegen Dimitar Dobrew, Bulgarien;
- 1958, 3. Platz, WM in Budapest, Gr, Hs, mit Siegen über Necati Morgul, Türkei, Petko Sirakow, Bulgarien, Gheorghe Popovici, Rumänien, Jiří Kormaník, CSSR, einem Unentschieden gegen Rostom Abaschidze, UdSSR und einer Niederlage gegen György Gurics, Ungarn;
- 1960, 17. Platz, OS in Rom, GR, Hs, nach einer Niederlage gegen Herbert Albrecht (Ringer), Deutschland, Aufgabe wegen Verletzung;
- 1962, 4. Platz, WM in Toledo/USA, Gr, Hs, mit Siegen über Esko Ojanperä, Finnland, William Lovell, USA und Niederlagen gegen Abaschidze und Bojan Radew, Bulgarien

## Schwedische Meisterschaften
Rune Jansson wurde 1956, 1957 und 1959 schwedischer Meister im Halbschwergewicht, griech.-röm. Stil.